# Dibyendu Barua
Dibyendu Barua (en telugu: దివ్యేందు బారువా); (Calcuta, Bengala Occidental, 27 d'octubre de 1966), és un jugador d'escacs indi, que té el títol de Gran Mestre des de 1991.
A la llista d'Elo de la FIDE de l'agost de 2020, hi tenia un Elo de 2393 punts, cosa que en feia el jugador número 95 de l'Índia. El seu màxim Elo va ser de 2561 punts, a la llista de juliol de 2003 (posició 220 al rànquing mundial).

## Resultats destacats en competició
Barua ha estat el segon jugador d'escacs de l'Índia en esdevenir GM, rere Viswanathan Anand. El 1978, quan tenia només 12 anys, va ser el participant més jove en el Campionat de l'Índia absolut.
El 1982 va vèncer a Londres el llavors número 2 mundial Víktor Kortxnoi. El 1983, va guanyar el seu primer campionat nacional, un èxit que repetiria més tard els anys 1998 i 2001.
El 2000 va participar en el Campionat del món de la FIDE per sistema K.O. jugat a Nova Delhi, tot i que fou ràpidament eliminat a la primera ronda, per Ievgueni Vladímirov per 2:0.